# 일본국 헌법 제3장
일본국 헌법 제3장 국민의 권리와 의무(일본어: 日本国憲法第3章 国民の権利及び義務)은 일본국 헌법의 국민의 권리, 인권 및 국민의 의무에 관한 부분이다. 제10조부터 제40조까지 총 31개의 조로 구성되어 있다.

## 구성
- 제10조 국민의 요건
- 제11조 기본적 인권의 향유
- 제12조 자유·권리 유지의 책임, 남용의 금지
- 제13조 개인의 존중, 행복 추구권, 공공의 복지
- 제14조 신분제의 금지, 법 앞의 평등, 영전
- 제15조 공무원 선정 및 파면권, 공무원의 본질, 보통 선거의 보장, 비밀 투표의 보장
- 제16조 청원권
- 제17조 국가 및 공공 단체의 배상 책임
- 제18조 노예적 구속 및 고역으로부터의 자유
- 제19조 사상·양심의 자유
- 제20조 종교의 자유
- 제21조 집회의 자유, 결사의 자유, 표현의 자유, 검열의 금지, 통신의 비밀 보장
- 제22조 직업 선택의 자유, 거주 이전의 자유, 외국 이주 및 국적 이탈의 자유
- 제23조 학문의 자유
- 제24조 가족 생활에서 개인의 존중과 양성의 평등
- 제25조 생존권, 국가의 사회적 사명
- 제26조 교육 받을 권리, 자녀에게 보통의 교육을 해야 할 의무
- 제27조 근로의 권리 및 의무, 근로 조건의 기준, 아동 혹사의 금지
- 제28조 근로자의 단결권
- 제29조 재산권
- 제30조 납세의 의무
- 제31조 적법 절차의 보증
- 제32조 재판을 받을 권리
- 제33조 체포의 요건
- 제34조 억류·구금의 요건, 불법 구금에 대한 보장
- 제35조 주거의 불가침
- 제36조 고문 및 잔학한 형의 금지
- 제37조 형사 피고인의 권리
- 제38조 자기에게 불리한 진술, 자백의 증거 능력
- 제39조 소급 처벌의 금지, 일사부재리의 원칙
- 제40조 형사 보상

## 같이 보기
- 일본국 헌법
- 일본국 정부
- 법치주의